# Bobby Doerr
Pour les articles homonymes, voir Doerr.
Robert Pershing Doerr dit Bobby Doerr, né le 7 avril 1918 à Los Angeles (Californie) aux États-Unis et mort le 13 novembre 2017 à Junction City (Oregon), est un joueur américain de baseball évoluant en Ligue majeure de baseball de 1937 à 1951 avec les Red Sox de Boston.
Sélectionné neuf fois au Match des étoiles (1941, 1942, 1943, 1944, 1946, 1947, 1948, 1950 et 1951), ce joueur de deuxième but est élu au Temple de la renommée du baseball en 1986. Son numéro 1 est retiré chez les Red Sox en 1988. D'un naturel très calme, il était surnommé le « capitaine silencieux des Red Sox » par Ted Williams.

## Biographie
Pendant ses études secondaires au John C. Fremont High School de Los Angeles, Bobby Doerr joue avec une fameuse équipe de l'American Legion qui compte cinq futurs joueurs de Ligue majeure. Ces études achevées, il rejoint les rangs professionnels en Pacific Coast League (PCL) avec les Stars d'Hollywood. Bobby n'a que seize ans. Son père, qui pousse ses fils à la pratique du baseball, valide ce choix après avoir donné son feu vert, quelques années plus tôt, à son fils ainé Hal quand il signa chez les Beavers de Portland. Bobby quitte Los Angeles quand les Stars déménagent à San Diego pour devenir les Padres de San Diego en 1933. Il joue avec Ted Williams et les deux jeunes gens deviennent amis. C'est Doerr qui intéresse d'abord les recruteurs des Red Sox de Boston. Eddie Collins, directeur général des Red Sox, se déplace en juillet 1936 pour voir Doerr jouer. Collins remarque également Williams, et propose aux Padres d'engager les deux jeunes joueurs chez les Sox. Doerr rejoint immédiatement Boston tandis que Williams termine ses études et peaufine son jeu en PCL avant de devenir un joueur des Red Sox en 1939.
Doerr fait ses débuts en Ligue majeure le 20 avril 1937 ; il n'a pas encore vingt ans. Devenu titulaire en 1938, il réalise de solides saisons au bâton lui valant neuf sélections au match des étoiles (1941, 1942, 1943, 1944, 1946, 1947, 1948, 1950 et 1951). Il est le seul joueur des Red Sox à réussir deux cycles (17 mai 1944 et 13 mai 1947). Le 8 juin 1950, il frappe trois coups de circuit au cours d'un même match. En défense, ses performances sont également de haut niveau. Il enchaîne 73 matchs sans une erreur en 1948 et sa moyenne défensive en carrière est de ,980.
Il manque la saison 1945 pour remplir ses obligations militaires.
Doerr met un terme à sa carrière de joueur en 1951. Il devient recruteur pour les Sox de 1957 à 1966 puis instructeur au premier but de 1967 à 1969. Il occupe ensuite le poste d'instructeur des frappeurs chez les Blue Jays de Toronto de 1977 à 1981.
Il est élu au Temple de la renommée du baseball en 1986. Son numéro 1 est retiré chez les Red Sox le 21 mai 1988. Après le décès de Phil Rizzuto le 13 août 2007, Doerr est le doyen des joueurs membres du Temple de la renommée.
Avec Ted Williams, Johnny Pesky et Dom DiMaggio, Bobby Doerr est l'un des héros de l'essai de David Halberstam, The Teammates: A Portrait of a Friendship, publié en 2003.